# Kalkar
Kalkar (en allemand : /ˈkalkaːɐ̯/ ) est une ville de Rhénanie-du-Nord-Westphalie (Allemagne), située dans l'arrondissement de Clèves, dans le district de Düsseldorf.

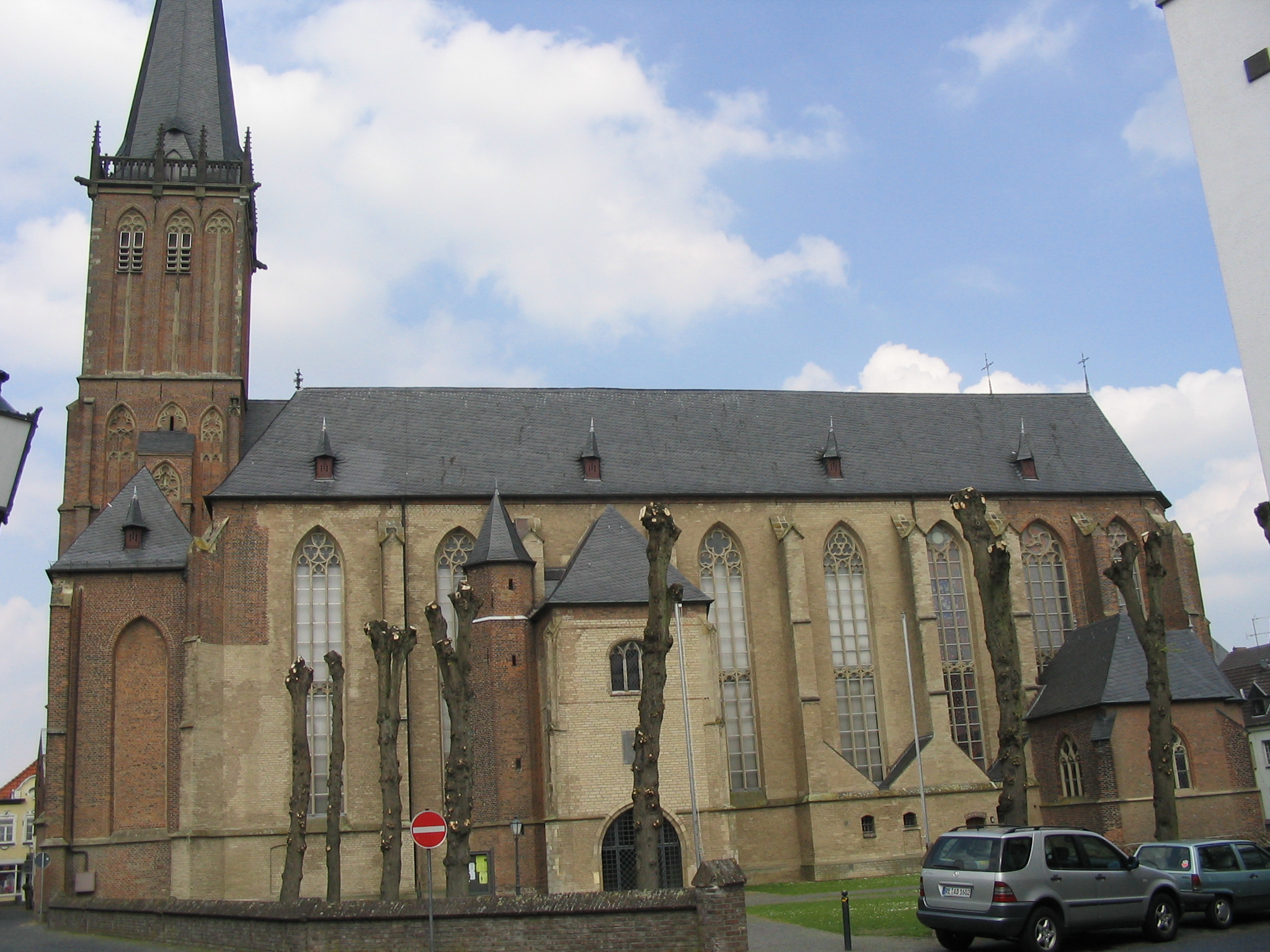
Église Saint-Nicolas.

Le principal monument de la ville est l'église Saint-Nicolas (Sankt Nicolai), qui contient neuf retables sculptés en bois, et notamment le retable de la Passion de Maître Arnt (actif de 1460 à 1491), l'artiste le plus influent du Rhin inférieur à cette époque.
Kalkar est également connu pour avoir été le siège d'un projet de surgénérateur, projet abandonné.

## Histoire
Kalkar a été fondé par Thierry V de Clèves en 1230 et a reçu les droits de cité en 1242. Elle a été l'une des sept villes du territoire de Clèves (appelé « Kleve »), jusqu'à l'extinction de la lignée du Duché de Clèves en 1609, où la ville est incorporée dans la Marche de Brandebourg.
Sous le règne des ducs de Clèves, la ville se développe, soutenu par la croissance de l'industrie et du commerce de laine et de tissus. L'hôtel de ville est achevé en 1446, l'église Saint-Nicolas est terminée vers 1450. Les bourgeois aisés, les guildes d'artisans et les confréries dotent l'église de nombreux autels et retables.
Un rôle important dans le développement de la ville revient à la présence de Marie de Bourgogne, duchesse de Clèves (1394-1463). À la mort de son mari Adolphe Ier de Clèves, elle se retire au Château de Monterberg à Kalkar. Ce château, initialement une fortification érigée au Xe siècle, est reconstruit par le comte Dietrich VI. de Clèves au XIIIe siècle, et plusieurs fois endommagé. Au XIVe et XVe siècles, il sert de lieu de retraite pour les comtesses et duchesses veuves. Plusieurs fois occupé durant la guerre de Trente Ans, il est rasé aux alentours de 1650.
Marie de Bourgogne fonde un couvent dominicain en 1455. Sous son influence, la ville de développe et accueille des artistes, attirés par l'intérêt manifesté à la création culturelle. Elle meurt au château de Monterberg en 1463. La ville a été au début du XVIe siècle le berceau d'une école de sculpture, l'école de Kalkar, comprenant notamment Heinrich Douvermann.

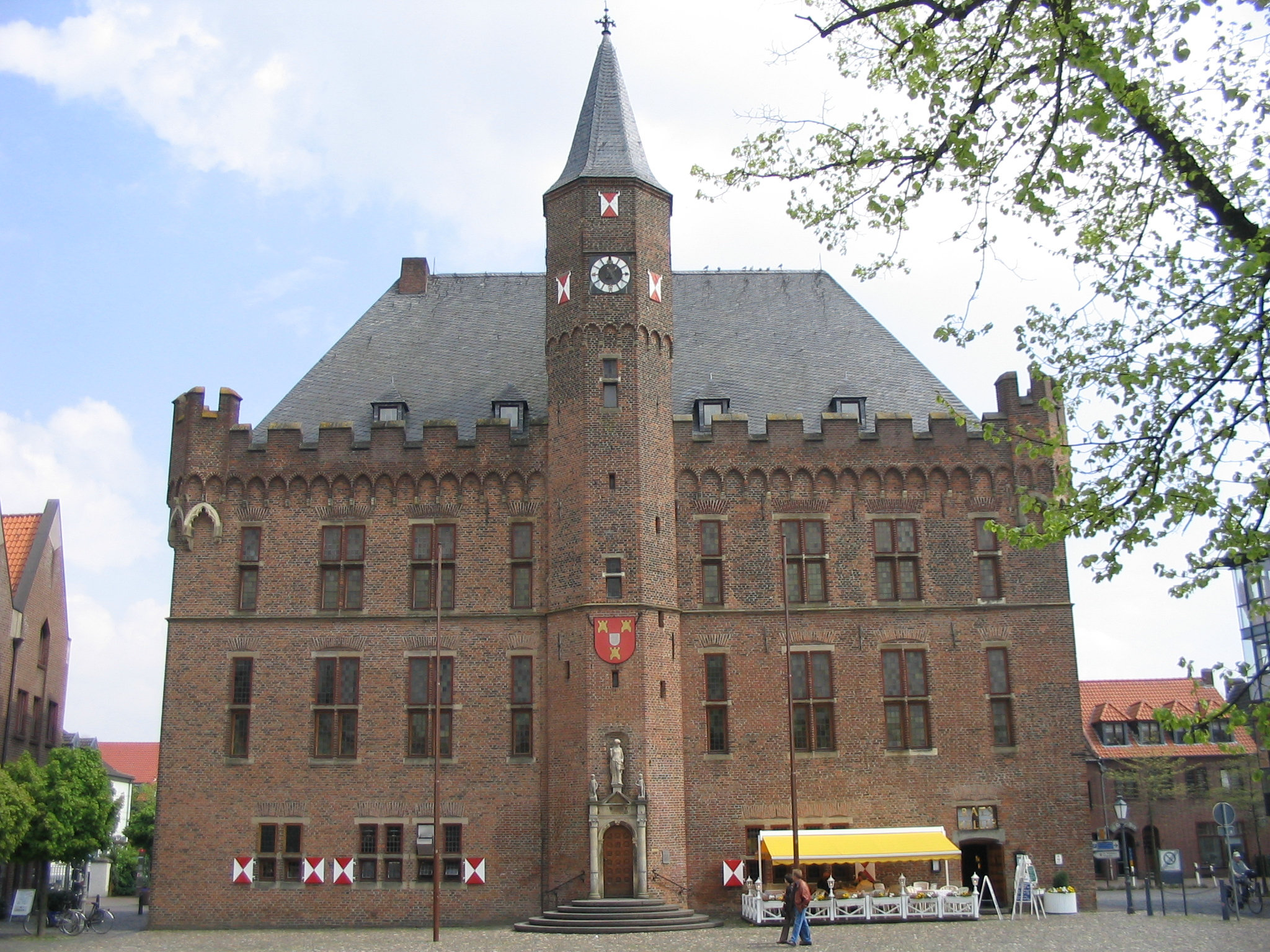
Hôtel de ville de Kalkar.

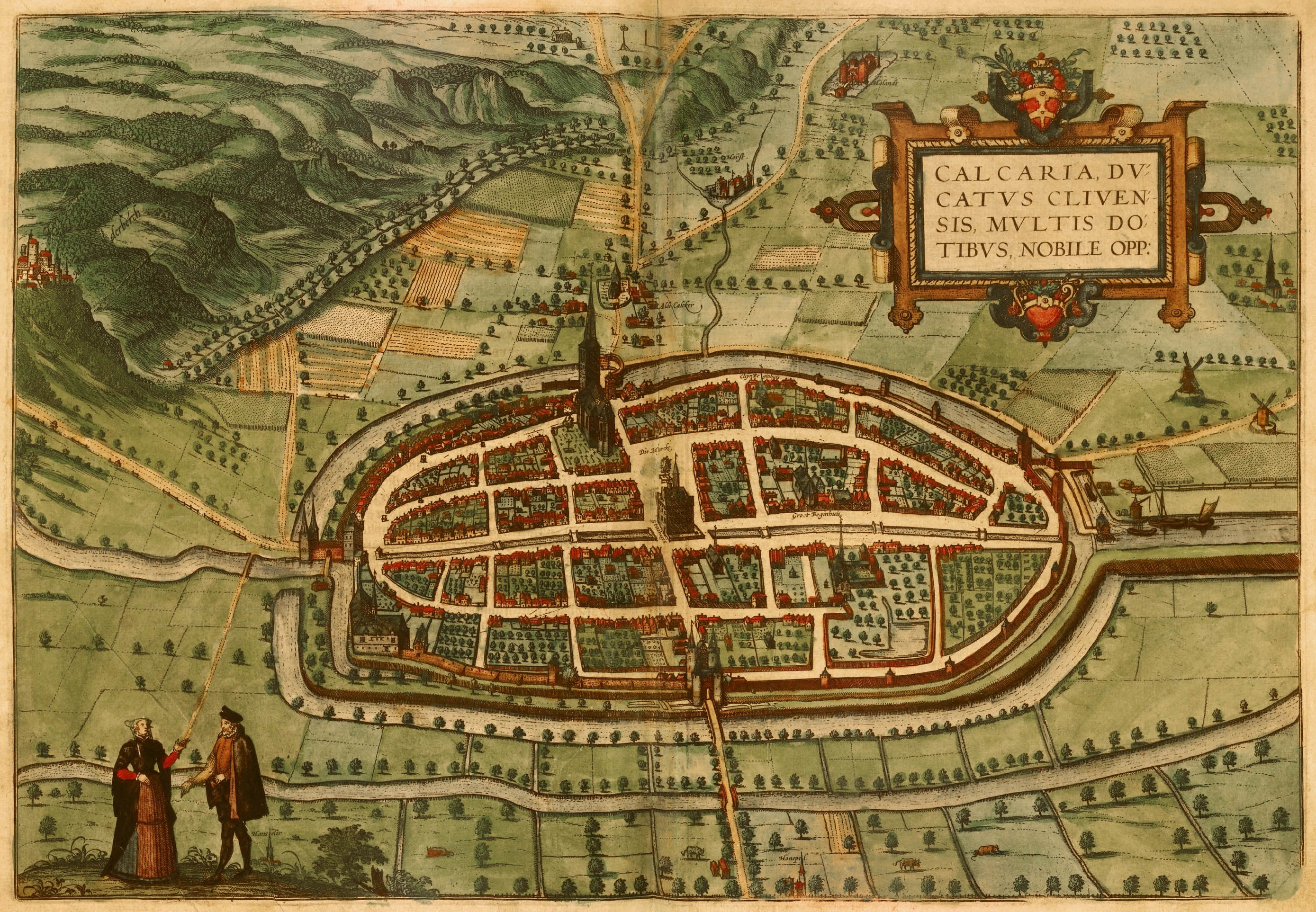
Carte de Kalkar en 1575 par Frans Hogenberg.

C'est vers 1580 que la population de la ville atteint son point culminant. La fabrication de tissus décline, de nombreuses épidémies et guerres déciment la population. De plus, les troupes espagnoles détruisent une partie de la ville durant la guerre de Quatre-Vingts Ans. Après le décès du dernier duc de Clèves en 1609 la ville est incorporée dans la Marche de Brandebourg; elle est loin du centre de décision à Berlin. La guerre de Trente Ans inflige des dégâts considérables.
Les développements ultérieurs de la ville butent sur sa situation excentrée : elle n'est raccordée que tardivement au réseau de chemin de fer puis au réseau routier.

## Surgénérateur de Kalkar

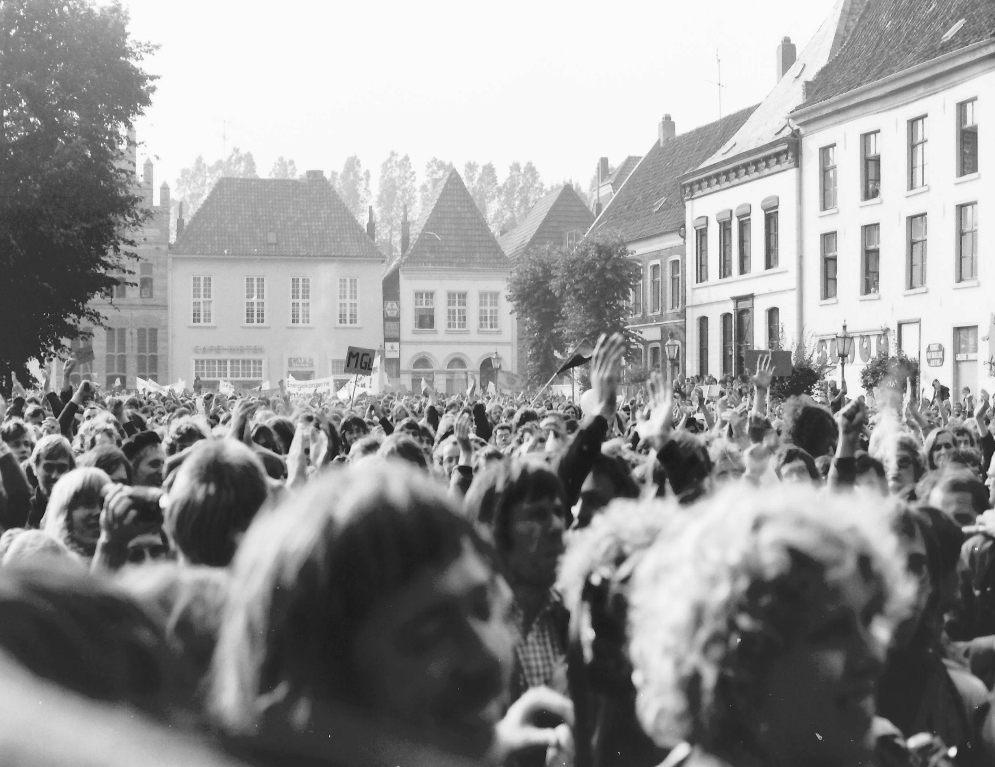
Manifestation contre le surgénérateur à Kalkar (1977).

Le projet de surgénérateur a donné une impulsion importante à l'économie locale. Le coût de la construction du réacteur près de Hönnepel s'élève à environ 3,5 milliards d'euros. La construction débute en 1973, est achevée en 1986, mais à cause de manifestations importantes il n'est jamais mis en service. Les protestations contre ce réacteur constituent un fait marquant dans l'histoire du mouvement antinucléaire en Allemagne, et ont contribué à la naissance du parti Alliance 90 / Les Verts.
Le terrain abrite depuis 1995 un parc de loisirs, le Wunderland Kalkar (en français : « Pays des merveilles de Kalkar »).

## Villes jumelées
Kalkar est jumelée avec les villes suivantes :
- Gendt (Pays-Bas) (en sommeil)
- Juvignac (France)
- Wolin (Pologne)

- Liste des villes jumelées d'Allemagne.